# قائمة آثار محافظة الكرك

محافظة الكرك.

تتناول هذه القائمة المواقع الأثرية المسجَّلة رسمياً لدى دائرة الآثار العامة التابعة لوزارة السياحة والآثار في محافظة الكرك جنوب الأردن.

## القائمة
| الرقم | الاسم        | الوصف                  | الموقع | الإحداثيات | الصورة                               |
| ----- | ------------ | ---------------------- | ------ | ---------- | ------------------------------------ |
| KA-01 | قلعة الكرك   | العصر المؤابي-الأيوبي  |        |            | العصر المؤابي-الأيوبي · Upload file  |
| KA-02 | الربة        | العصر المؤابي الروماني |        |            | العصر المؤابي الروماني · Upload file |
| KA-03 | معسكر اللجون | العصر الروماني         |        |            | صورة                                 |
| KA-04 | قصر بشير     | العصر الروماني         |        |            | العصر الروماني · Upload file         |
| KA-05 | القطرانة     | العصر الروماني         |        |            | العصر الروماني · Upload file         |
| KA-06 | قلعة ضبعة    | العصر العثماني         |        |            | العصر العثماني · Upload file         |
| KA-07 | طواحين السكر | العصر الأيوبي-المملوكي |        |            | العصر الأيوبي-المملوكي · Upload file |